# U.S. Route 30
U.S. Route 30 (också kallad U.S. Highway 30 eller med förkortningen  US 30) är en amerikansk landsväg. Vägen är en av de stora öst-västliga landsvägarna i det amerikanska vägnätet och är USA:s tredje längsta Numbered Highway, efter U.S. Route 20 och U.S. Route 6. Den går ifrån Astoria, Oregon i väster till Virginia Avenue i Atlantic City, New Jersey i öster och har en längd på 4 945,5 km.

## Historia
Route 30 innehåller stora delar av den historiska sträckningen för Lincoln Highway, som var USA:s första transkontinentala federala landsväg, ursprungligen färdigställd 1913, mellan New York och San Francisco. Under 1920-talet fick vägen sitt nuvarande nummer när systemet med numrerade federala vägar infördes, men sträckningen har flera gånger justerats. Delar av Route 30 är fortfarande kända under vägnamnet Lincoln Highway. Till skillnad från andra liknande landsvägar som exempelvis U.S. Route 66 har Route 30 fortfarande officiell status som federal landsväg, trots att den delvis löper parallellt med modernare motorvägar. Idag utgör motorvägen Interstate 80 den huvudsakliga transportleden mellan New York och San Francisco.

## Större städer
- Portland, Oregon
- Boise, Idaho
- Twin Falls, Idaho
- Pocatello, Idaho
- Laramie, Wyoming
- Cheyenne, Wyoming
- Columbus, Nebraska
- North Platte, Nebraska
- Grand Island, Nebraska
- Fremont, Nebraska
- Ames, Iowa
- Cedar Rapids, Iowa
- Aurora, Illinois
- Joliet, Illinois
- Valparaiso, Indiana
- Fort Wayne, Indiana
- Mansfield, Ohio
- Canton, Ohio
- Pittsburgh, Pennsylvania
- York, Pennsylvania
- Lancaster, Pennsylvania
- Philadelphia, Pennsylvania
- Camden, New Jersey
- Atlantic City, New Jersey